# 十條

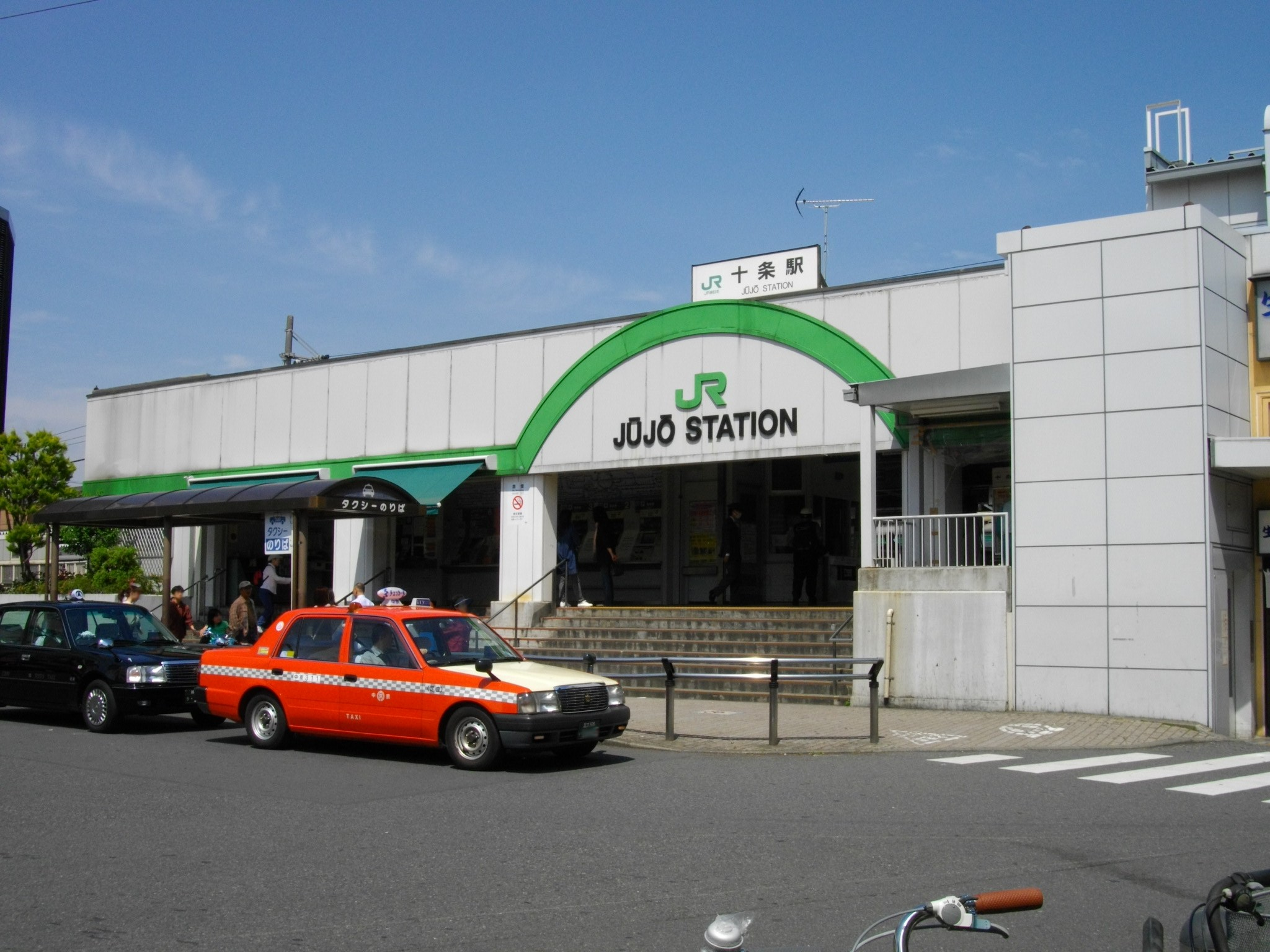
JR十條站

十條（日语：／ Jūjō */?）是東京都北區的地名，為上十條、中十條、十條仲原、東十條、十條台等町域的總稱。

## 歷史
地名首見於1448年（文安5年）的熊野領豐島年貢目錄。
聚落以通過此的舊岩槻街道（又稱日光御成道或鎌倉街道。現在的東京都道460號中十條赤羽線）為中心發展。街道旁的地福寺作為「十條村的地藏大人」（十條村のお地蔵様），是聚落的信仰中心。每年7月1日的富士山開山日，富士神社（十條富士塚）會舉行大型緣日（通稱「お富士さん」）。
作為陸海空兵站中樞的十條駐屯地為補給本部所在地。

### 地名由來
關於地名由來，一說是《新編武藏風土記》記載豐島清元勸請熊野權現，以紀州的十條峠命名。另一說是根據新修北區史，地名源自於古代的條里制。

## 地理
作為廣域地名的「十條」包含上十條、十條仲原、中十條、十條台、東十條等地。其中，東十條位在京濱東北線東側，與其他十條地區相比地勢較低。因此東十條與其他十條地域之間有許多斜坡（馬坂、地藏坂等）。
此地包括埼京線十條站十條銀座商店街、京濱東北線東十條站東十條商店街在內，共有11處商店街。交通方面，十條有JR埼京線十條站與JR京濱東北線東十條站，另外也可鄰近赤羽與王子。從十條站至池袋約5分，至新宿約10分。此外還可利用都營地下鐵三田線新板橋站、板橋本町站，東京地下鐵南北線王子神谷站，交通便利。

### 地價
根據2014年（平成26年）1月1日的公告地價，上十條5-24-9的住宅區地價為30萬1000日圓/m2，中十條1-17-8為36萬6000日圓/m2。

## 外部連結
- 十條銀座（页面存档备份，存于）